# Марія Ігл

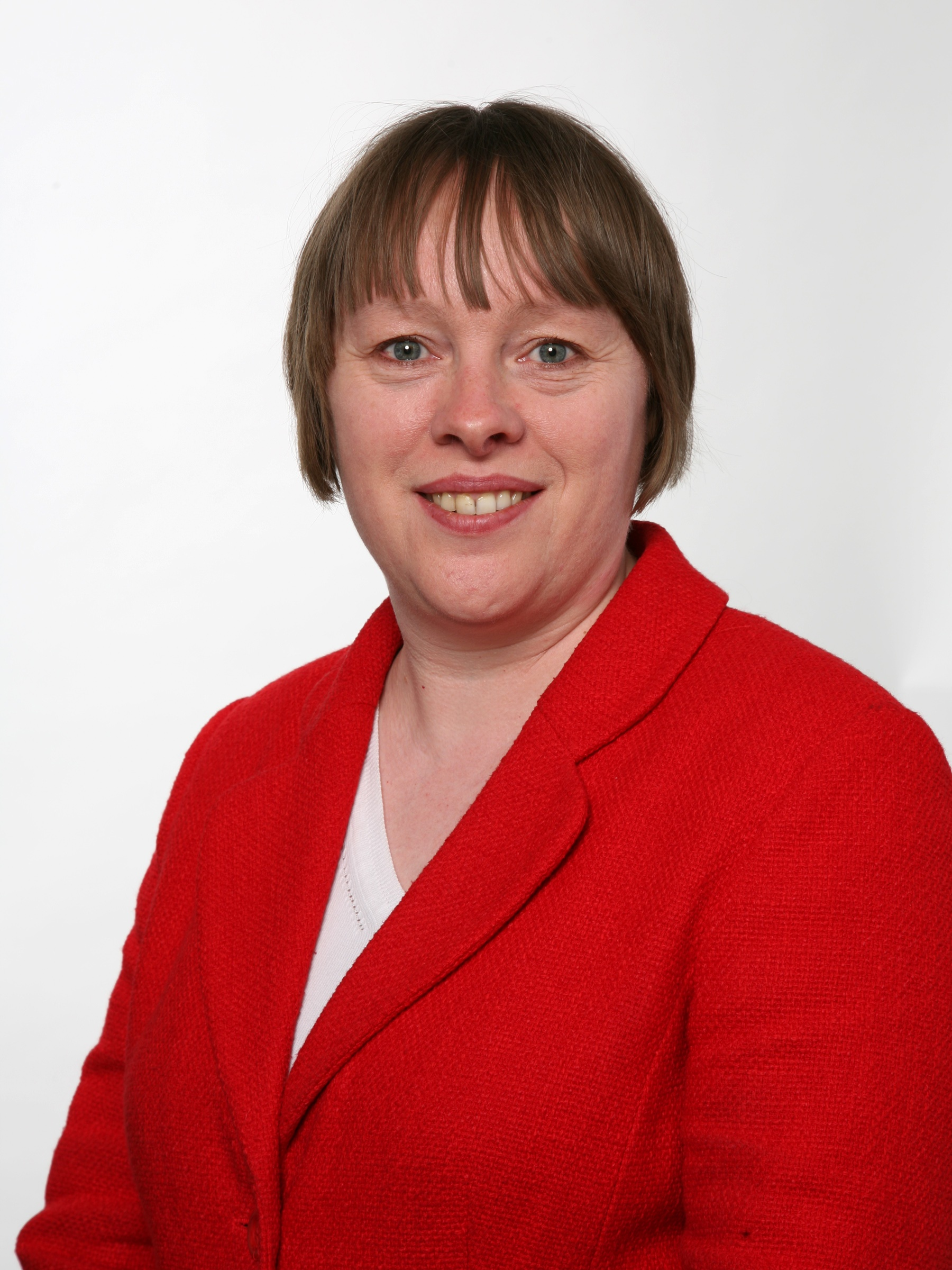
Марія Ігл

Марія Ігл (англ. Maria Eagle; нар. 17 лютого 1961, Брідлінгтон, Англія) — британський політик-лейборист.
Член парламенту з 1997 р. Тіньовий Державний секретар оборони з вересня 2015 р.